# Référendum constitutionnel algérien de 1996
Le Référendum constitutionnel algérien de 1996 a lieu le 28 novembre 1996 afin de proposer l'adoption d'une révision de la constitution.
Celle ci est approuvée à une large majorité des voix.

## Contenu
Organisé au milieu de la guerre civile algérienne, la révision de la constitution a pour objet d'interdire l’utilisation de l’islam et de l’identité ethnique dans la politique intérieure,.

## Résultats
| Choix                     | Votes      | %     |
| ------------------------- | ---------- | ----- |
| Pour                      | 10 785 919 | 84,59 |
| Contre                    | 1 964 108  | 15,41 |
|                           |            |       |
| Votes valides             | 12 750 027 | 97,24 |
| Votes blancs et invalides | 361 487    | 2,76  |
| Total                     | 13 111 514 | 100   |
| Abstention                | 3 323 060  | 20,22 |
| Inscrits/Participation    | 16 434 574 | 79,78 |

## Analyse
Malgré les appels au boycott, les amendements sont approuvés par une large majorité des voix, soutenus par une importante participation.
Des élections législatives et municipales ont lieu l’année suivante.